# Šedá skvrnitost listů hrušně

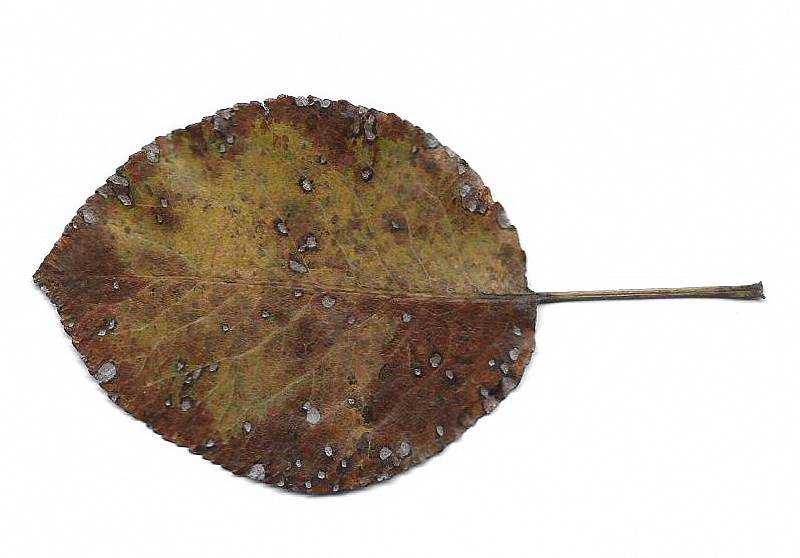
List s poškozením patogenem.

Šedá skvrnitost listů hrušně je houbová choroba rostlin způsobená houbou Mycosphaerella pyri z čeledě tečkovkovité (Mycosphaerellaceae) řádu (Capnodiales).

## EPPO kód
MYCOPY 

## Synonyma patogena

### Vědecké názvy
Podle EPPO je pro patogena s označením Mycosphaerella pyri používáno více rozdílných názvů, například Mycosphaerella sentina nebo Septoria pyricola.

## Zeměpisné rozšíření
Evropa.

### Výskyt v Česku
V roce 2013 byl první výskyt toho roku zaznamenán na jihu Moravy v okrese Uherské Hradiště (Zlechov, 28.5.).

## Hostitel
Hrušeň obecná (Pyrus communis).

## Příznaky
Roztroušené nebo se slévající hnědé skvrny objevující se v pozdním létě na listech postupně od středu šednoucí. Pokud jsou v průběhu června a v červenci vydatnější dešťové srážky dochází k silnějšímu napadení náchylných odrůd hrušně šedou skvrnitostí listů hrušně už v tomto období. Mohou být takto napadeny i plody. Silně napadené listy později opadávají. Plodničky se tvoří ve spadaných listech během zimy.

### Možnost záměny
Napadení septoriová skvrnitost listů hrušně způsobovaná Mycosphaerella sentina nebo septoriová skvrnitost listů způsobovaná Mycosphaerella pomi.

## Význam
Omezení transpirační plochy, někdy optické poškození plodů. Vážně napadené listy předčasně opadávají a výhony mohou být poškozeny namrzáním. Je snížen výnos a jeho kvalita.

## Biologie
Houba přezimuje ve stadiu peritecií na spadaném listí hostitele. Na jaře akospóry způsobují napadení rozvíjejících se listů. K infekci listů sporami může dojít během celého vegetačního období. Na podzim a v zimě na spadané listí na stejných místech, kde způsobily pyknidy napadení se tvoří perithecia (Ablakatova, 1965; Dzhalagoniya, 1969; Gabadze, 1971).

## Ochrana rostlin
Pokud se hrušeň ošetřuje proti strupovitosti, tak je výskyt šedé skvrnitosti zanedbatelný.

### Prevence
Používání rezistentních odrůd. Shrabání a likvidace listí na podzim.

#### Chemická ochrana
Silně náchylné odrůdy lze ošetřovat kontaktními fungicidy.